# 나카야마 유마
나카야마 유마(일본어: 中山 優馬, 1994년 1월 13일 ~ )는 일본의 배우, 가수이다.
오사카부 출신. STARTO ENTERTAINMENT 소속.

## 내력
2006년
- 10월 8일, 쟈니즈 사무소에 연수생으로서 입소.
- 11월, 카미야마 토모히로 등과 함께 TOP Kids를 결성한다.

2007년
- 8월, Hey! Say! JUMP의 동생뻘 유닛으로서 Hey! Say! 7 WEST(후의 7 WEST)를 결성한다.

2008년
- 4월, 텔레비전 드라마 《배터리》로 드라마 첫 출연을 하여 첫 주연이 된다.

2009년
- 6월 4일, 나카야마유마 w/B.I.Shadow의 결성과 동시에 CD 데뷔가 발표되었다.
- 6월 7일, 나카야마유마 w/B.I.Shadow에 Hey! Say! JUMP의 야마다 료스케, 치넨 유리를 더한 멤버로 NYC boys를 결성해, 여자 배구 월드 그랑프리의 스페셜 서포터를 맡는 것이 발표되었다.
- 7월 7일 ~ 9월 8일, 후지 TV 계열 드라마 《사랑해 악마~뱀파이어☆보이~》에 쿠로미아 루카 역으로 주연.
- 10월 19일, 모리모토 신타로와 함께 벨기에·프란다스 정부 관광국 우호 대사로 취임[1].
- 12월 31일, 《홍백가합전》에 NYC boys로서 첫 출연.

2010년
- 3월 2일, Hey! Say! JUMP의 야마다 료스케와 치넨 유리의 3명이서 NYC를 결성.
- 7월 9일, 《PLAYZONE2010》으로, 무대 첫 출연을 한다.
- 11월 11일, 쟈니즈 엔터테인먼트의 공식 사이트에, 나카야마 단독의 페이지가 개설된다.
- 12월 31일, 《홍백가합전》에 NYC로서 2번째 출연.

2011년
- 1월, 《타키자와 혁명》에 유마 역으로서, 첫 출연을 한다.
- 7월 9일, 《PLAYZONE2011》에, 2번째 출연을 한다.
- 12월 31일, 《홍백가합전》에 NYC로서 3번째 출연.

2012년
- 1월, 《타키자와 혁명》에 유마 역으로서, 2번째 출연을 한다.
- 2월, 코마자와 대학에 합격한 것을 발표[2]. 대학 입학 후, 혼자 생활을 시작하고 요리도 하고 있는 것을 취재에서 말하고 있다[3].
- 10월, 자신 처음이 되는 단독으로의 CD를 발매. 〈Missing Piece〉는 자신이 출연하는 드라마 《Piece》의 주제가이다.

2013년
- 9월, 코마자와 대학을 중퇴했던 것이, 9월 1일 자의 〈요미우리 신문 요미홋토 일요판〉의 인터뷰에서 밝혀졌다. 인터뷰 기사에서는, 〈작년 대학에 다녔지만, 심경의 변화가 있어 중퇴. 지금은 일에만 열중이다. 《공부하고, 수험친 것은 쓸데없지 않았다》. 고민하고, 앞을 보고, 어른의 계단을 오르고 있다〉라고, 시기는 확실하지 않으며 대학 중퇴에 대해 언급했다[4].

2014년
- 4월 1일, 쟈니즈 사무소 공식 사이트에 나카야마 유마의 단독 사이트가 개설되었다.
- 4월 2일, 2번째 싱글이 되는 〈High Five〉를 발매.
- 9월 10일, 3번째 싱글이 되는 〈Get Up!〉을 발매.
- 11월 26일, 1번째 앨범이 되는 《Chapter 1》을 발매.

2015년
- 4월 22일, 4번째 싱글이 되는 〈YOLO moment〉를 발매.
- 5월, 자신 첫 솔로 콘서트 《나카야마 유마 퍼스트 솔로 콘서트 2015》를 개최.
- 7월 15일, 5번째 싱글이 되는 〈끝까지 Got It!〉을 발매.

2016년
- 7월 2일, 영화 《헌티드 캠퍼스》에 주연.

## 인물
- 누나는 전 NMB48로 탤런트인 야마다 나나(본명:나카야마 나나)[5]. 여동생은 NMB48 팀M 야마다 스즈(본명:나카야마 스즈).

## 출연

### 드라마
- 배터리 (2008년 4월 3일 ~ 6월 12일, NHK) - 주연·하라다 타쿠미 역
- 사무라이 전학생 ~우리의 길은 무사도~ (2009년 3월 28일, 칸사이 TV) - 주연·미후네 유타 역
- 사랑해 악마~뱀파이어☆보이 (2009년 7월 7일 ~ 9월 8일, 칸사이 TV) - 주연·쿠로미아 루카 역
- 좌목탐정 EYE 제1 ~ 2화 (2010년 1월 23일 ~ 30일, 닛폰 TV) - 카이토 마사키 역 (우정 출연)
- 정말로 있었던 무서운 이야기 여름 특별편 2011 〈기괴한 버스 막차〉 (2011년 9월 3일, 후지 TV) - 주연·미카미 슌스케 역
- 날개야! 저것이 사랑의 등불이다 (2012년 2월 12일, 칸사이 TV) - 주연·사노 토시유키 역
- Piece (2012년 10월 6일 ~ 12월 29일, 닛폰 TV) - 주연·나루미 히카루 역
- 핀토코나 (2013년 7월 18일 ~ 9월 19일, TBS) - 사와야마 카즈야 역
- SMOKING GUN~결정적 증거~ (2014년 4월 9일 ~ 6월 18일, 후지 TV) - 마츠이 죠타로 역
- 야마무라 미사 서스펜스 붉은 영구차 시리즈 33 〈솔도파 미녀가 죽었다〉 (2014년 4월 18일, 후지 TV) - 스기타 타카지로 역
- 호쿠토 -어느 살인자의 회심- (2017년 3월 ~ , WOWOW) - 주연·호쿠토 역

### 영화
- 칸사이 쟈니즈 Jr. 목표로 해 드림 캐처 (2016년, 쇼치쿠) - 게스트 출연
- 헌티드 캠퍼스 (2016년, 쇼치쿠) - 주연·야가미 신지 역
- 흐린 하늘에 웃다 (2018년, 쇼치쿠) - 소라마루 역

### 성우
- 존 카터 일본어 더빙판 (2012년 4월 13일) - 에드가 역

### 버라이어티
- 더 소년구락부
- 폭소 학원 나세바나~루! (2012년 10월 9일 ~ 2013년 2월 26일, MBS)
- 전해 피캇치 (2013년 4월 6일 ~ 2015년 3월 21일, NHK)
- 피코&효도의 피치케파치케 (2015년 1월 7일 ~ , 칸사이 TV)

### 라디오
- Look at You-Ma (2009년 7월 5일 ~ 26일/2013년 1월 3일 ~ , bayfm) ※bayfm 7월 한정 스페셜 프로그램으로 2009년 7월 5일 ~ 26일 방송
- 나카야마 유마의 여름 합숙 (2009년 8월, JFN) ※JFN 8월 한정 스페셜 프로그램
- 나카야마 유마 radio catch (2009년 10월 ~ , JFN)

### CM
- 모리나가 제과 하이츄 (2009년 ~ 2011년 1월)
- 하우스 식품 톤가리 콘 (2011년 10월 ~ )
- 아이 뱅크 활동 계발용 DVD 〈히·카·리〉 (2015년)

### 콘서트
- First 콘서트 Winter2006 (2006년 12월 6일 ~ 25일, 오사카 쇼치쿠좌)
- 2007 근하신년 새해 복 많이 받으세요 쟈니즈 Jr. 대집합 (2007년 1월 2일 ~ 4일·6일 ~ 7일, 일본 무도관)
- 칸사이 쟈니즈 Jr. 오사카 성 홀 FIRST CONCERT (2007년 5월 6일, 오사카 성 홀)
- 칸사이 쟈니즈 Jr. 오사카 쇼치쿠좌 2007 (2007년 8월 6일 ~ 23일, 오사카 쇼치쿠좌)
- JOHNNYS'Jr. Hey Say 07 in YOKOHAMA ARENA (2007년 9월 23일 ~ 24일, 요코하마 아레나)
- 포럼 신기록!! 쟈니즈 Jr. 1일 4공연 할거야! 콘서트 (2009년 6월 7일, 도쿄 국제 포럼)
- 칸사이 쟈니즈 Jr Ume(유메) 콘 2009 (2009년 6월 18일 ~ 20일)
- 여름방학 쟈니즈 Jr. 전원 집합 (2009년 8월 18일, 도쿄 국제 포럼)
- 칸사이 쟈니즈 Jr. X마스야! 전원 집합! @오사카 쇼치쿠좌 09 (2009년 12월 21일 ~ 25일)
- 봄방학 all 칸사이 쟈니즈 Jr. with 나카야마 유마 in 오사카 성 홀 (2010년 3월 28일 ~ 29일)
- 연말 영 동서 노래 자랑! 동서 Jr. 선발 대집합 2010! (2010년 11월 27일, NHK홀)
- 칸사이 쟈니즈 Jr. with 나카야마 유마 2011 봄 (2011년 3월 5일 ~ 4월 9일, 7도시)
- Hey! Say! JUMP&용기100％ (2011년 3월 28일 ~ 5월 29일, 8도시)
- Live House 쟈니즈 긴자 (2013년 5월 3일 ~ 5일, 시어터 크리에)
- 쟈니즈 긴자 2014 (2014년 5월 3일 ~ 6일, 시어터 크리에)
- 나카야마 유마 퍼스트 솔로 콘서트 2015 (2015년 5월 1일 ~ 9일, 3도시)

### 무대
- PLAYZONE2010 ~ROAD TO PLAYZONE~ (2010년 7월 9일 ~ 8월 1일) - 유마 역 (특별 출연)
- 신춘 타키자와 혁명 (2011년 1월 1일 ~ 1월 27일) - 유마 역
- PLAYZONE '11 SONG & DANC'N. (2011년 7월 8일 ~ 8월 31일)
- 신춘 타키자와 혁명 (2012년 1월 1일 ~ 1월 29일)
- PLAYZONE '12 SONG & DANC'N. PART II. (2012년)
- JOHNNYS' World -쟈니즈 월드- (2013년 1월 1일 ~ 6일, 전 10공연, 제국 극장)
- PLAYZONE '13 SONG & DANC'N. PART III. (2013년 7월 3일 ~ 8월 10일, 아오야마 극장)
- ANOTHER (2013년 9월 4일 ~ 9월 28일, 닛세이 극장)
- PLAYZONE IN NISSAY (2014년 1월 6일 ~ 1월 28일, 닛세이 극장)
- PLAYZONE '14 (2014년 7월 6일 ~ 8월 9일, 아오야마 극장)
- PLAYZONE '15 (2015년 1월 6일 ~ 22일, 아오야마 극장)
- 도리언 그레이의 초상 (2015년 8월 16일 ~ 9월 6일) - 주연
- DREAM BOYS (2015년 9월 12일 ~ 20일, 제국 극장) - 주연
- 소레이유 (2016년 5월 26일 ~ 6월 5일) - 주연
- 크로스 하트 (2016년 12월 ~ 2017년 1월) - 주연

## 음악 작품

### 싱글
| # | 발매일           | 타이틀                          | 최고 순위 |
| - | ---------------- | ------------------------------- | --------- |
| 1 | 2012년 10월 31일 | Missing Piece                   | 2위       |
| 2 | 2014년 4월 2일   | High Five                       | 3위       |
| 3 | 2014년 9월 10일  | Get Up!                         | 4위       |
| 4 | 2015년 4월 22일  | YOLO moment                     | 7위       |
| 5 | 2015년 7월 15일  | とことん Got It! 끝까지 Got It! | 15위      |

### 앨범
| # | 발매일           | 타이틀    | 최고 순위 |
| - | ---------------- | --------- | --------- |
| 1 | 2014년 11월 26일 | Chapter 1 | 8위       |

### 영상 작품
| # | 발매일          | 타이틀                                                                              | 최고 순위 |
| - | --------------- | ----------------------------------------------------------------------------------- | --------- |
| 1 | 2016년 1월 13일 | 中山優馬 Chapter 1 歌おうぜ！ 踊ろうぜ！ YOLOぜ！ TOUR 나카야마 유마 Chapter 1 TOUR |           |

### 솔로곡
- がらすの・魔法・ / 유리의 ・마법・

2011년의 《PLAYZONE》에서 초연. 〈Johnny's web〉 등에서의 〈착신음〉 전달에 가세해, NYC의 신곡과의 양 A면 싱글의 형태로 2012년 1월 4일에 CD 발매.